# Christine Lundy
Pour les articles homonymes, voir Lundy.
Christine « Chris » Lundy, née le 26 août 1970 à Bangor, est une coureuse de fond américaine spécialisée en course en montagne. Elle est double championne NACAC de course en montagne.

## Biographie
Elle débute l'athlétisme par le cross-country lors de ses études à l'université de Pennsylvanie à Duluth. Elle se diversifie ensuite avec la course sur route, sur des distances courtes dans un premier temps, puis plus longues par la suite et se met à la course en montagne en 2005.
Elle fait ses débuts en marathon en 2004, en terminant huitième du Rock 'n' Roll Arizona Marathon puis en prenant part au marathon de qualification des Jeux olympiques d'été à Saint-Louis où elle se classe 22e en 2 h 41 min 55 s. Le 19 mars 2006, elle termine huitième et meilleure américaine du marathon de Los Angeles.
Elle connaît une excellente saison 2007. Le 16 avril, elle termine douzième (reclassée onzième après la disqualification de Lyubov Denisova) en 2 h 41 min 14 s au marathon de Boston et cinquième des championnats nationaux de marathon,. Le 24 juin, elle remporte la médaille d'argent aux championnats des États-Unis de course en montagne à Cranmore. Une semaine plus tard, elle devient championne des États-Unis de trail 10K à Steamboat Springs alors qu'elle s'entraîne principalement sur route en vue du marathon des Jeux panaméricains de 2007. Son entraînement s'avère payant puisqu'elle y termine septième et meilleure américaine en 2 h 51 min 56 s. Le 28 juillet, elle s'impose au Challenge de Canmore et remporte son premier titre de championne NACAC de course en montagne. Elle prend part au Trophée mondial de course en montagne à Ovronnaz où elle termine huitième et remporte la médaille d'or par équipes avec Laura Haefeli et Rachael Cuellar.
Le 28 juin 2009, elle remporte la victoire à la course de côte de Cranmore. L'épreuve comptant à la fois comme championnats des États-Unis et NACAC, elle remporte les deux titres.
Elle remporte la Dipsea Race en 2017 et 2018.

## Palmarès

### Route
| Année | Compétition                          | Lieu           | Place | Épreuve          | Temps           |
| ----- | ------------------------------------ | -------------- | ----- | ---------------- | --------------- |
| 1999  | Bridge to Bridge                     | San Francisco  | 3e    | Course populaire | 43 min 21 s     |
| 2000  | Bridge to Bridge                     | San Francisco  | 3e    | Course populaire | 44 min 29 s     |
| 2002  | Bridge to Bridge                     | San Francisco  | 2e    | Course populaire | 44 min 14 s     |
| 2003  | Bridge to Bridge                     | San Francisco  | 1re   | Course populaire | 43 min 5 s      |
| 2004  | Rock 'n' Roll Arizona Marathon       | Tempe          | 8e    | Marathon         | 2 h 46 min 39 s |
| 2004  | Twin Cities Marathon                 | Saint Paul     | 12e   | Marathon         | 2 h 42 min 24 s |
| 2006  | Semi-marathon de San Francisco       | San Francisco  | 1re   | Semi-marathon    | 1 h 16 min 48 s |
| 2006  | Marathon de Los Angeles              | Los Angeles    | 8e    | Marathon         | 2 h 43 min 14 s |
| 2006  | Twin Cities Marathon                 | Saint Paul     | 11e   | Marathon         | 2 h 43 min 17 s |
| 2007  | Semi-marathon de San Francisco       | San Francisco  | 1re   | Semi-marathon    | 1 h 16 min 21 s |
| 2007  | Marathon de Boston                   | Boston         | 11e   | Marathon         | 2 h 41 min 14 s |
| 2007  | Jeux panaméricains                   | Rio de Janeiro | 7e    | Marathon         | 2 h 51 min 56 s |
| 2007  | Bridge to Bridge                     | San Francisco  | 2e    | Course populaire | 43 min 37 s     |
| 2007  | Marathon de New York                 | New York       | 11e   | Marathon         | 2 h 43 min 21 s |
| 2008  | Semi-marathon de la vallée du Soleil | Mesa           | 1re   | Semi-marathon    | 1 h 16 min 12 s |
| 2008  | Semi-marathon d'Humboldt Redwoods    | Weott          | 1re   | Semi-marathon    | 1 h 17 min 11 s |
| 2009  | Twin Cities Marathon                 | Saint Paul     | 11e   | Marathon         | 2 h 40 min 6 s  |
| 2012  | San Francisco Giant Race             | San Francisco  | 3e    | Semi-marathon    | 1 h 21 min 28 s |

### Course en montagne
| no  | féminin            | Course                                            | Longueur | Départ            | Temps           |
| --- | ------------------ | ------------------------------------------------- | -------- | ----------------- | --------------- |
| 4e  | Médaille d'argent  | Championnats NACAC de course en montagne          | 10 km    | 4 juin 2005       | 56 min 34 s     |
| 3e  | Médaille d'argent  | Championnats des États-Unis de course en montagne | 8,6 km   | 24 juin 2007      | 50 min 4 s      |
| 1re | Médaille d'or      | Championnats NACAC de course en montagne          | 12 km    | 28 juillet 2007   | 59 min 12 s     |
| 8e  | 8e                 | Trophée mondial de course en montagne             | 8,3 km   | 15 septembre 2007 | 42 min 24 s     |
| 1re | Médaille d'or      | Championnats NACAC de course en montagne          | 11 km    | 28 juin 2009      | 57 min 16 s     |
| 4e  | Médaille de bronze | Championnats NACAC de course en montagne          | 7,5 km   | 9 juillet 2010    | 40 min 17 s     |
| 2e  | Médaille d'argent  | Championnats NACAC de course en montagne          | 13,8 km  | 17 juillet 2011   | 1 h 48 min 5 s  |
| 3e  | Médaille de bronze | Championnats NACAC de course en montagne          | 13,8 km  | 20 juillet 2014   | 1 h 43 min 34 s |
| 9e  | 8e                 | Championnats NACAC de course en montagne          | 11 km    | 18 juillet 2015   | 1 h 12 min 10 s |

### Trail
| no  | féminin            | Course                                        | Longueur | Départ          | Temps           |
| --- | ------------------ | --------------------------------------------- | -------- | --------------- | --------------- |
| 4e  | Médaille d'argent  | Championnats des États-Unis de trail 10K      | 10 km    | 4 juin 2005     | 56 min 34 s     |
| 1re | Médaille d'or      | Championnats des États-Unis de trail 10K      | 12 km    | 30 juin 2007    | 51 min 42 s     |
| 24e | Médaille de bronze | Championnats des États-Unis de trail marathon | 42,2 km  | 8 novembre 2014 | 3 h 53 min 5 s  |
| 41e | 5e                 | Moab Trail Marathon                           | 42,2 km  | 5 novembre 2016 | 3 h 56 min 11 s |
| 24e | Médaille de bronze | Broken Arrow Skyrace                          | 26 km    | 14 juin 2018    | 2 h 41 min 38 s |
| 47e | 5e                 | Broken Arrow Skyrace                          | 52 km    | 20 juin 2019    | 5 h 47 min 39 s |

## Records
| Épreuve              | Performance     | Date          | Lieu               |
| -------------------- | --------------- | ------------- | ------------------ |
| 1 500 mètres         | 4 min 32 s 27   | Palo Alto     | 3 mars 2001        |
| 5 000 mètres         | 16 min 39 s 45  | Palo Alto     | 4 mai 2001         |
| 3 000 mètres steeple | 10 min 31 s 81  | Palo Alto     | 13 mai 2001        |
| 5 kilomètres         | 16 min 44 s     | San Francisco | 21 septembre 2003  |
| 10 kilomètres        | 34 min 47 s     | Paso Robles   | 28 septembre 2003  |
| 10 miles             | 58 min 22 s     | Flint         | 22 août 2009       |
| 20 kilomètres        | 1 h 13 min 8 s  | New Haven     | 1er septembre 2003 |
| Semi-marathon        | 1 h 16 min 21 s | San Francisco | 4 février 2007     |
| 25 kilomètres        | 1 h 32 min 30 s | Grand Rapids  | 13 mai 2006        |
| 30 kilomètres        | 1 h 54 min 6 s  | Clarksburg    | 13 novembre 2005   |
| Marathon             | 2 h 40 min 6 s  | Saint Paul    | 4 octobre 2009     |